# Відсотковий пункт
Відсотко́вий пункт — одиниця вимірювання для арифметичної різниці між двома відсотками. Наприклад, збільшення від 40 % до 44 % є збільшенням на 4 відсоткових пункти, але це збільшення на 10 % того, що вимірюється. В літературі відсоткові пункти зазвичай скорочуються до вп (англ. pp) або в. п. (англ. p.p.), щоб уникнути двозначності. Після першої згадки у тексті деякі автори скорочують та пишуть тільки «пункт» або «пункти».
Розглянемо такий гіпотетичний приклад: у 1980 році 50 % населення курили, а в 1990 році лише 40 %. Можна, таким чином, сказати, що з 1980 по 1990 роки поширеність куріння зменшилася на 10 відсоткових пунктів, хоча куріння не зменшилося на 10 відсотків (зменшилося на 20 відсотків) — відсотки вказують на співвідношення, а не на різницю.
Різниця у відсоткових пунктах є одним із способів вираження ризику або імовірності. Розглянемо препарат, який виліковує дане захворювання у 70 % всіх випадків, тоді як без препарату хвороба самостійно лікується лише у 50 % випадків. Препарат знижує абсолютний ризик на 20 відсоткових пунктів. Альтернативи можуть бути більш значущими для споживачів статистики, таких як обернене число або кількість хворих, яких необхідно лікувати. У цьому випадку взаємне перетворення різниці відсоткових пунктів буде дорівнювати 1/(20pp) = 1/0.20 = 5. Таким чином, якщо 5 пацієнтів отримують препарат, можна розраховувати на зцілення ще одного випадку захворювання, ніж це могло статися у відсутності препарату.
Для вимірювань, що включають відсотки як одиниці, такі як зростання, прибуток, або статистичне відхилення і пов'язані з описовою статистикою, включаючи стандартне відхилення, результат має бути виражений в одиницях відсоткових пунктів замість відсотка. Помилково використання відсотків як одиниці для стандартного відхилення є заплутаним, оскільки відсоток також використовується як одиниця для відносного стандартного відхилення, тобто стандартне відхилення, поділене на середнє значення (коефіцієнт варіації).

## Пов'язані одиниці вимірювання
- Відсоток (%) — одна сота
- Проміле (‰) — одна тисячна
- Проміріад (‱) — одна десятитисячна